# 李健 (1972年)
李健（1972年9月—），陕西人，中华人民共和国外交官，曾任中华人民共和国驻布基纳法索特命全权大使和中华人民共和国驻阿尔及利亚民主人民共和国特命全权大使，现任中华人民共和国外交部欧洲司司长。

## 生平
李健毕业于北京外国语大学。1994年，进入中华人民共和国外交部工作，先后在外交部西欧司、驻法国大使馆、外交部办公厅、外交部欧洲司任职。2010年，任驻欧盟使团参赞。2012年，任外交部新闻司参赞。2013年，任外交部机关党委副书记、国外局副局长。2018年，出任中华人民共和国驻布基纳法索大使。2022年3月，自驻布基纳法索大使离任。2022年6月，出任中华人民共和国驻阿尔及利亚大使。2024年10月，自驻阿尔及利亚大使离任。同月，任外交部欧洲司司长。